# 윌리엄 R. 킹
윌리엄 러퍼스 드베인 킹(William Rufus DeVane King, 1786년 4월 7일 ~ 1853년 4월 18일)은 미국의 제13대 부통령이며 프랭클린 피어스 대통령 아래에서 1853년 3월 4일부터 한달 후에 사망할 때까지 지냈다.

## 어린 시절과 교육
노스캐롤라이나주 샘슨군에서 좋은 정치적, 그리고 사회적 연결들과 함께 부유한 가족에게 태어난 킹은 윌리엄 킹과 마거릿 드베인의 아들이었다.
킹은 자신이 1803년에 졸업한 노스캐롤라이나 대학교 채플힐에서 학생이었다. 대학에서 그는 박애주의 사회의 회원이었다. 그는 재판관 윌리엄 더피와 함께 법률을 읽고, 1806년 법정으로 수용되었다.

## 명성을 얻으며
1808년 킹은 정계 입문하여 노스캐롤라이나주 입법부의 일원으로 선출되어 1809년까지 지냈다. 그러고나서 그는 윌밍턴에서 주립 법원 관할 5구역과 함께 법무관으로 일하였다. 그러고나서 1810년 그는 하원에서 윌밍턴을 위하여 옹호하여 의석을 이겼다. 그는 러시아 주재 미국 공사 윌리엄 핑크니의 비서로서 그에게 가입했을 때 1816년 11월까지 지냈다. 1818년 2월 핑크니와 킹은 미국으로 귀국하였고, 킹은 앨라배마주로 이주하였다. 그는 앨라배마주에서 대지의 750 에이커를 사들여 자신의 사유지를 "킹스 벤드"라고 이름을 지었다. 당시 경에 킹은 셀마의 설립에 수단이었다.

## 정치 경력
1819년 킹은 민주공화당 소속으로 연방 상원으로 선출되었고, 1822년과 1841년 사이에 민주공화당과 잭슨 민주주의 소속으로 재선되어 1844년 4월 15일까지 통하여 상원의 임시 의장을 지냈다. 이 시간 동안 1844년 ~ 1846년 프랑스 주재 공사를 지내면서 22차 의회가 열린 동안 공공 대지 위원회의 의장이었다. 그러고나서 킹은 민주당 소속으로 상원으로 선출되어 1848년 7월 1일부터 1852년 12월 20일 건강 악화로 사임할 때까지 지냈다. 그는 결핵으로부터 고통을 겪고 있었다. 그는 31차와 32차 의회가 열린 동안 다시 임시 의장을 지냈고, 연금 위원회에 물론 31차 의회에서 대외 관계 위원회의 의장이었다.

## 미국의 부통령
1852년 앨라배마주의 민주당원들은 부통령을 위하여 킹의 이름을 넣었고, 당이 프랭클린 피어스를 자신들의 대통령 후보로 지명한 후에 킹은 그의 러닝메이트로 선택되었다. 이 단계에 의하여 킹은 중병에 걸려 회복하는 데 쿠바로 여행을 떠났다. 의회는 킹이 쿠바에서 선서하는 데 허용하는 법안을 통과시켰고, 1853년 3월 24일 그는 아바나에서 부통령으로 취임되었다. 그는 미국으로 귀국하였으나 사무실에서 6주 후에 지병으로 즉시 사망하였다.

## 역대 선거 결과
| 선거명      | 직책명                              | 대수 | 정당          | 득표율   | 득표수 (선거인단)   | 결과 | 당락                           |
| ----------- | ----------------------------------- | ---- | ------------- | -------- | ------------------- | ---- | ------------------------------ |
| 1810년 선거 | 하원의원 (노스캐롤라이나 제5선거구) | 12대 | 민주공화당    | 67.77%   | 3,047표             | 1위  | 노스캐롤라이나주 하원의원 당선 |
| 1813년 선거 | 하원의원 (노스캐롤라이나 제5선거구) | 13대 | 민주공화당    | 단독후보 | 무투표              | 1위  | 노스캐롤라이나주 하원의원 당선 |
| 1815년 선거 | 하원의원 (노스캐롤라이나 제5선거구) | 14대 | 민주공화당    | 단독후보 | 무투표              | 1위  | 노스캐롤라이나주 하원의원 당선 |
| 1817년 선거 | 하원의원 (노스캐롤라이나 제5선거구) | 15대 | 민주공화당    | 단독후보 | 무투표              | 1위  | 노스캐롤라이나주 하원의원 당선 |
| 1819년 선거 | 상원의원 (앨라배마 제3부)           | 16대 | 민주공화당    | 1.45%    | 1표                 | 4위  | 낙선                           |
| 1819년 선거 | 상원의원 (앨라배마 제2부)           | 16대 | 민주공화당    | 81.16%   | 56표                | 1위  | 앨라배마주 상원의원 당선       |
| 1822년 선거 | 상원의원 (앨라배마 제2부)           | 18대 | 민주공화당    | 41.76%   | 38표                | 1위  | 앨라배마주 상원의원 당선       |
| 1828년 선거 | 상원의원 (앨라배마 제2부)           | 21대 | 잭슨파 민주당 | 단독후보 | 무투표              | 1위  | 앨라배마주 상원의원 당선       |
| 1834년 선거 | 상원의원 (앨라배마 제2부)           | 24대 | 민주당        | 단독후보 | 무투표              | 1위  | 앨라배마주 상원의원 당선       |
| 1840년 선거 | 상원의원 (앨라배마 제2부)           | 27대 | 민주당        | 56.69%   | 72표                | 1위  | 앨라배마주 상원의원 당선       |
| 1848년 선거 | 상원의원 (앨라배마 제3부)           | 33대 | 민주당        | 100.00%  | 1표                 | 1위  | 앨라배마주 상원의원 당선       |
| 1852년 선거 | 미국의 부통령                       | 13대 | 민주당        | 50.84%   | 1,607,510표 (254명) | 1위  | 미국의 부통령 당선             |